# Sonata per a violoncel i piano núm. 1 (Brahms)
La Sonata per a violoncel i piano núm. 1, en mi menor, op. 38, fou composta per Johannes Brahms entre 1862 i 1865. Està dedicada a Josef Gänsbacher, un professor de cant i afeccionat al violoncel. En el transcurs d'una audiència entre amics, Brahms va tocar tan fort que Gänsbacher es va queixar que no podia escoltar el seu violoncel en absolut: "Afortunadament per a tu", va rondinar Brahms.
Brahms va interpretar la sonata a Mannheim el juliol de 1865 i després la va oferir a Breitkopf & Härtel, qui la va rebutjar. Tanmateix, ell també havia enviat la sonata a N. Simrock descrivint-la, en una de les declaracions sorprenents per un gran compositor com ell; va dir que era "una sonata de violoncel que, pel que fa als dos instruments, no és difícil de tocar", i la van publicar el 1866.

## Anàlisi musical
| Sonata per a violoncel i piano núm. 1, en mi menor: 2n moviment |
|                                                                 |
|                                                                 |
|                                                                 |

La peça consta de tres moviments:
1. Allegro non troppo, en mi menor i compàs 4/4
2. Allegretto quasi Menuetto, en la menor i compàs 3/4. El Trio està en fa# menor
3. Allegro, en mi menor i compàs 4/4

L'any 1862, Brahms va compondre els dos primers moviments juntament amb un adagio que després va descartar. El juny de 1865 va acabar la composició del Finale. Aquest últim està escrit en forma de fuga. En tota l'obra es percep la influència de Johann Sebastian Bach: el tema principal del primer moviment recorda al «Contrapunctus 3», i el tema fugat de l'últim, al «Contrapunctus 13», de L'art de la fuga del compositor barroc.
El primer moviment està en la forma sonata. S'inicia amb el violoncel destacant la melodia sobre els acords del teclat, una melodia que guanya i perd en intensitat i dinàmica, i que després passa al teclat. L'amplitud i la qualitat lírica d'aquest passatge són característics de gran part del moviment.
El segon moviment, en general, és silenciós i, sovint, en staccato. És característic d'aquesta secció un so proper al barroc francès. El trio, de melodia sinuosa, presenta una figura característica en la mà dreta del piano; les notes es troben constantment al mateix temps en la mà esquerra del piano o en el violoncel.
El tercer moviment és una fuga. És, però, més un moviment en la forma sonata amb seccions fugades molt importants. El tema inicial, que es basa en el "Contrapunctus 13" de l' Art de la fuga de Bach, no es desenvolupa com una fuga fins a formar part del segon subjecte en la tonalitat de sol major, que és molt més convencional, tractada meravellosament. S'ha suggerit que podria ser que una sonata de Bernhard Romberg inspirés a Brahms la forma del final de l'obra.